# On és la gent?
"On és la gent?" (títol original en anglès "Where Is Everybody?") és el primer episodi de la sèrie de televisió d'antologia La Dimensió Desconeguda i es va emetre originalment el 2 d'octubre de 1959 a CBS. És un dels episodis de La Dimensió Desconeguda més realistes, ja que no inclou elements sobrenaturals i es basa en una extrapolació de la ciència bastant senzilla. Ha estat doblada al català i es va emetre a TV3 el 30 de juny de 1985.

## Narració d'obertura

### Pilot de televisió
La següent narració es va utilitzar en les versions posteriors de l'episodi que havia estat doblat per Rod Serling com a narrador, on la frase "la sisena dimensió" es substitueix per "la cinquena dimensió" per caure en línia amb episodis posteriors de La Dimensió Desconeguda.
| « | Hi ha una cinquena dimensió més enllà de la que coneix l'home. És una dimensió tan vasta com l'espai i tan atemporal com l'infinit. És el terme mitjà entre la llum i l'ombra, entre la ciència i la superstició, i es troba entre el pou de les pors de l'home i el cim del seu coneixement. Aquesta és la dimensió de la imaginació. És una zona que anomenem, La Dimensió Desconeguda. | » |

### La Dimensió Desconeguda
| « | El lloc és aquí. El moment és ara, i el viatge a les ombres que estem a punt de veure, podria ser el "nostre" viatge. | » |

## Argument
Un home es troba caminant sol per un camí de terra, sense recordar qui és ni com va arribar-hi. Troba una moneda i entra per trobar una jukebox tocant fort, però no hi ha ningú; baixa el volum i continua cridant. Finalment, es dirigeix a la cuina on troba una olla de cafè calent als fogons i pastissos acabats de fer, però encara no hi ha altres persones a part ell. Accidentalment tomba i trenca un rellotge, moment en què la màquina de discos deixa de tocar.
L'home deixa el menjador i camina cap a un poble proper; veu un camió aparcat amb una aparent passatgera, però "ella" resulta ser una maniquí. Igual que el menjador, la resta de la ciutat sembla una desértica, però l'home sent que l'observen i que hi ha algú al voltant. Sona el telèfon en una cabina telefònica i ell corre per contestar-lo. No hi ha ningú a la línia i només pot emetre un missatge gravat quan intenta trucar a l'operador. Es va inquietant mentre passeja per la ciutat buida, cada cop més ansiós per trobar algú amb qui parlar.
Dins de la comissaria, fa servir la ràdio ("Trucant a tots els cotxes, trucant a tots els cotxes, home desconegut caminant per la comissaria..."); aleshores nota un cigar encès en un cendrer. Això l'impulsa a comprovar les cel·les de la presó al darrere. En una cel·la, hi ha proves que algú s'havia afaitat recentment. Declara que vol "despertar-se ara", i es dirigeix cap a la botiga de refrescos. Mentre es fa un sundae, considera que la seva situació és un somni que està tening i es meravella del detallat que és. Gira ociosament uns quants bastidors de llibres de butxaca fins que s'adona que un bastidor sencer de llibres titulat L'últim home a la Terra, febrer de 1959 ja gira. Això l'espanta i se'n va ràpidament.
Quan cau la nit, els llums s'encenen i l'home és atret per la il·luminada marquesina de la sala de cinema. La pel·lícula anunciada és Himne de batalla i un anunci a l'exterior d'un home vestit com és, dirigint un avió de caça a l'asfalt, fa que s'adoni que es troba a les Forces Aèries dels Estats Units. Corre cap a dins i no troba ningú entre el públic, comença a preguntar-se què podria haver passat amb l'Exèrcit de l'Aire que va fer que es trobés en aquesta situació, fins que comença a projectar la pel·lícula. Corre cap a la cabina de projecció, trobant-la buida; en pànic, baixa les escales corrents i xoca contra un mirall. Quan es recupera d'aquest xoc, cedeix al terror i corre pels carrers fins que es troba amb un botó de "caminar" i l'empeny desesperadament una vegada i una altra, demanant ajuda. Es revela que el botó és un botó de pànic: l'home—Sergent Mike Ferris—és en realitat en una cabina d'aïllament on és observat per un grup de militars uniformats. Ha estat sotmès a proves per determinar la seva aptitud com a astronauta i si pot fer front a un viatge prolongat a la Lluna sol; el poble era una al·lucinació causada per la privació sensorial. Havia estat a la cabina durant més de 484 hores.
El general oficiant adverteix a Ferris que si bé les seves necessitats bàsiques seran cobertes en els viatges espacials, no tindrà companyia: "la propera vegada [estarà] realment sol". Quan en Ferris és portat des de l'hangar en una llitera, mira al cel i li diu a la Lluna: "no te'n vagis allà dalt" i "serem allà dalt d'aquí a una estona".

## Narració de cloenda
| « | La barrera de la soledat: la necessitat palpable i desesperada de l'animal humà d'estar amb els seus semblants. Allà dalt, allà dalt en la immensitat de l'espai, en el buit que és el cel, allà dalt hi ha un enemic anomenat aïllament. Està assegut allà a les estrelles esperant, esperant amb la paciència d'eons, esperant per sempre... a La Dimensió Desconeguda. | » |

## Vista prèvia per a la història de la setmana vinent
| « | La setmana que ve, tindré un retrobament amb un talent únic i un amic valuós, el nostre primer des de "Requiem for a Heavyweight". La setmana que ve a La Dimensió Desconeguda, el Sr. Ed Wynn protagonitza "Dedicat als àngels", interpretant un vell venedor ambulant que ven joguines mecàniques com aquesta, però la competència del qual és el Sr. Mort. Esperem que ens acompanyeu aleshores. Gràcies i bona nit. | » |

## Repartiment
- Earl Holliman - Mike Ferris
- James Gregory - General
- Garry Walberg - Coronel
- Paul Langton - Doctor

## Producció
El pilot original de Serling per a La Dimensió Desconeguda va ser "The Happy Place", que girava al voltant d'una societat en la qual s'executaven persones als 60 anys, considerant-se que ja no eren útils. L'executiu de la CBS William Self va rebutjar la història, sentint que era massa fosca; Serling finalment va cedir i va escriure "On és la gent?" com un substitut més acceptable. A diferència d'altres episodis, que es van rodar a Metro-Goldwyn-Mayer, "On és la gent?" va ser filmat a Universal Studios, utilitzant Courthouse Square com a ciutat d'Oakwood de l'episodi.
L'episodi originalment comptava amb Westbrook Van Voorhis com a narrador. Quan Voorhis no va estar disponible per als episodis posteriors, Serling va tornar a gravar la narració ell mateix per la coherència. Serling va canviar notablement la narració inicial per situar la Dimensió Desconeguda dins de la cinquena dimensió, entre altres alteracions.

## Recepció
The New York Times va elogiar l'episodi, dient que Serling va demostrar "que la ciència no pot predir quin pot ser l'efecte de l'aïllament total en un ésser humà", encara que "la resolució [de l'episodi]... semblava banal i anticlimàtica. En el camp decebedor del drama de mitja hora filmat, però, el Sr. Serling no hauria de tenir gaires problemes per deixar la seva empremta. Almenys la seva sèrie promet ser diferent."
Charles Beaumont va lloar l’episodi a The Magazine of Fantasy and Science Fiction, i va escriure que "va llegir el primer guió de Serling... Coses antigues? Per descomptat. Jo ho vaig pensar en aquell moment. .. però hi havia un element a la història que em va apartar de la meva amargor habitual, nou i poderós. Hi havia un compromís, però es va fer amb el propòsit de vendre la sèrie."